# Chuột hamster châu Âu
Chuột hamster châu Âu (tên khoa học: Cricetus cricetus) là một loài động vật có vú trong họ Cricetidae, bộ Gặm nhấm. Loài này được Linnaeus mô tả năm 1758.
Đây là loài duy nhất của chi Cricetus. Loài này là loài bản địa từ một phạm vi rộng lớn ở châu Âu, kéo dài từ Bỉ đến núi Altai và sông Yenisey ở Nga. Nơi mà số lượng đông đảo của chúng bị coi là một loài gây hại đất nông nghiệp, và nó cũng được đánh bẫy đế khai thác lông. Trên phạm vi toàn cầu của nó, nó được coi là mối quan tâm ít nhất, nhưng ở nhiều nước Tây Âu riêng lẻ, loài này được coi là cực kỳ nguy cấp. Cricetus cũng là một chi đơn phương.

## Hình ảnh

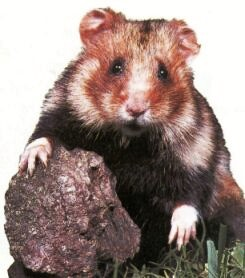
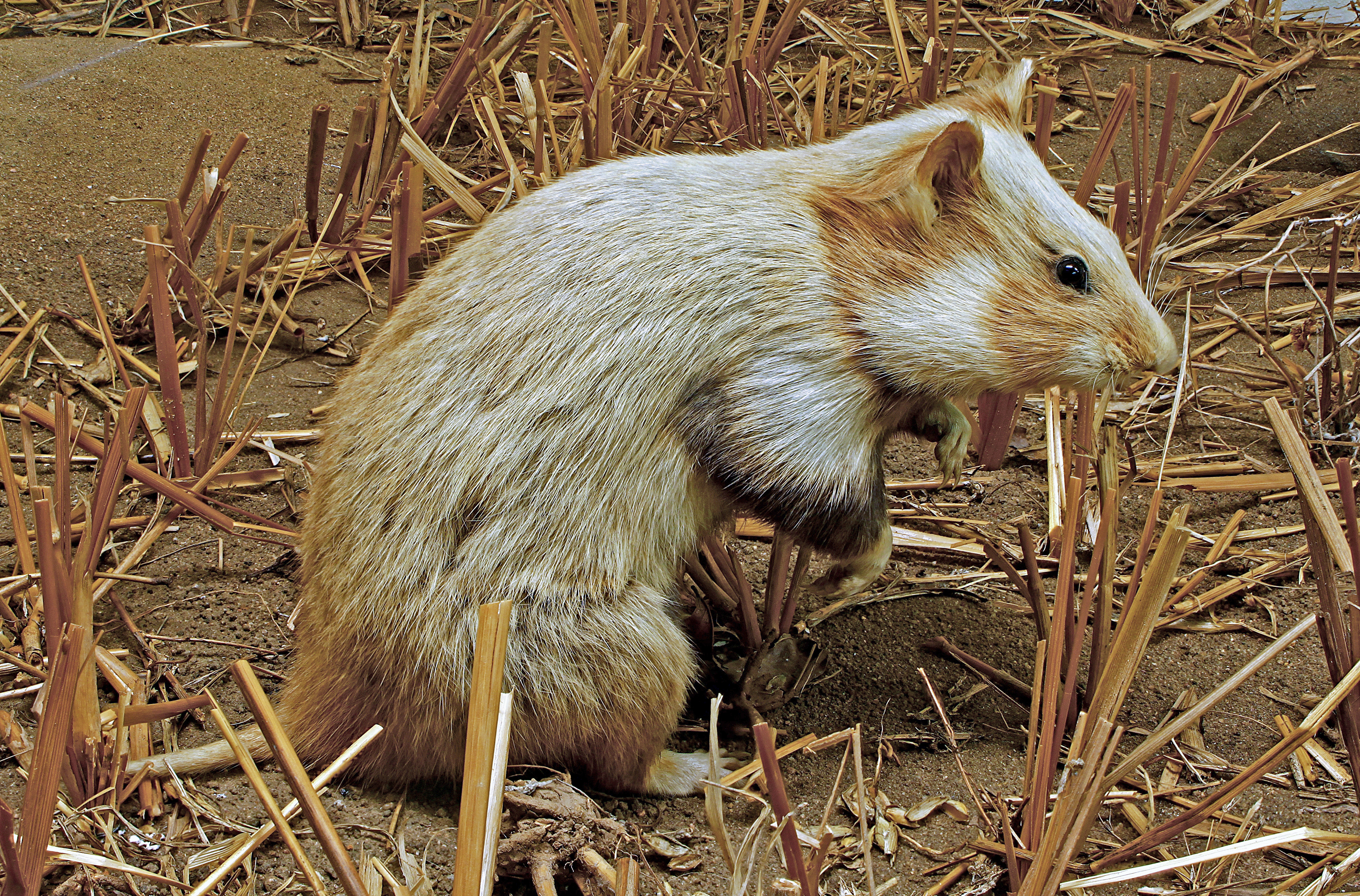
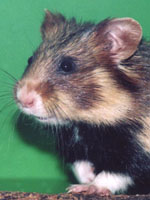
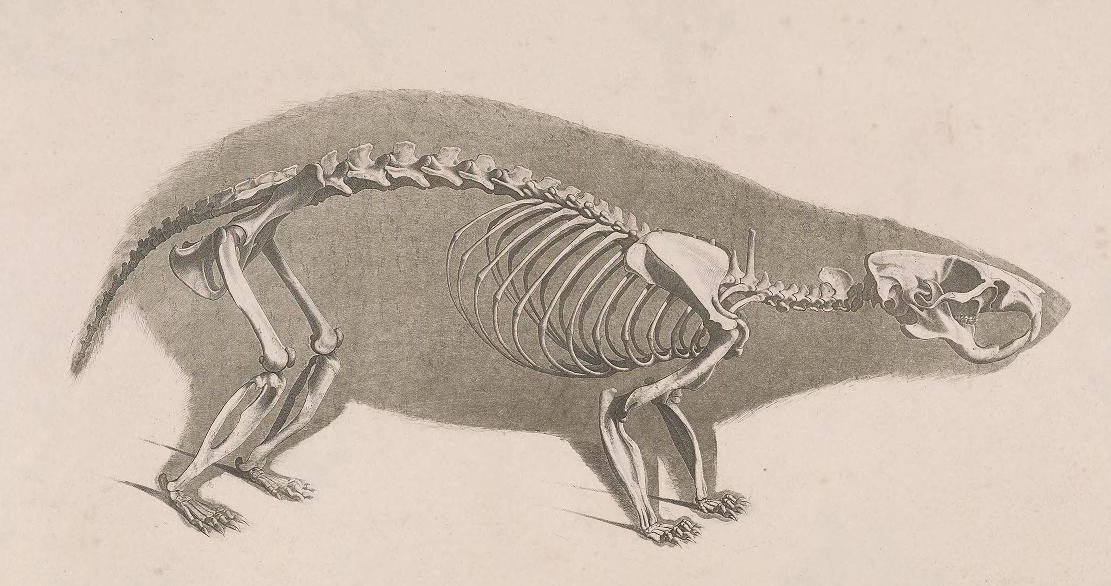